# Julie Taton
Julie Taton (Namur, 6 febbraio 1984) è una modella belga, incoronata Miss Belgio 2003 il 29 dicembre 2002.
Grazie al conseguimento di tale titolo ha avuto la possibilità di rappresentare il Belgio sia a Miss Universo 2003 che a Miss Mondo 2003.
Dopo l'anno di regno, Julie Taton ha intrapreso la carriera di attrice teatrale e di conduttrice radiofonica. Dal 2006 al 2009 ha infatti condotto la trasmissione Good Morning su Radio Contact, a cui è seguita dal 2009 Yes, Week-end!, in cui è affiancata da David Antoine.
Nel 2010 la Taton ha pubblicato la guida Start to run : La forme et le fun en 10 semaines per l'editore Éditions Racine di Bruxelles.